# Mulasarvastivada
Mūlasarvāstivāda – jedna z osiemnastu szkół wczesnego buddyzmu. Wyodrębniła się ze szkoły sarvāstivādy. Powodem wyodrębnienia były różnice w pojmowaniu Vinaji (dyscypliny klasztornej).
Vinaja zakładała, że mnich popełniający wykroczenie nie musi być automatycznie usuwany z klasztoru, pod warunkiem, że:
- nie ukrywa swego wykroczenia przeciwko dyscyplinie
- ze skruchą przyjmuje pouczenie wraz ze zobowiązaniem poprawy.

Jednak mūlasarvāstivādini sprzeciwiali się takim założeniom Vinaji, opowiadając się za natychmiastowym usunięciem mnicha popełniającego poważne wykroczenie. Posługiwali się czterema argumentami:
- mnich popełniający wykroczenie może w przyszłości przyczynić się do wykroczeń innych
- może stać się przyczyną do obmowy mnisiej wspólnoty
- może złamać wszystkie cztery zobowiązania zgromadzenia
- po osiągnięciu stanu arahanta, może przejąć władze nad zgromadzeniem

Mūlasarvāstivādini uważali, że pierwszy stopień wyświęcenia został oficjalnie przeprowadzony po raz pierwszy przez czcigodnego Sariputtę, który posiadał rangę odpowiadającą opatowi Wyświęcił on Sudinnę, sześć lat po oświeceniu Buddy. Sudinna popełnił pierwsze wykroczenie niedługo po swoim wyświęceniu. Tak też uważali, że ogłoszenie pierwszego zobowiązania dyscypliny, nastąpiło sześć lat po oświeceniu Buddy. 